# 约翰·G·C·安德森
约翰·G·C·安德森（1870年12月6日—1952年3月31日）是一位英国历史学家，毕业于阿伯丁大学和牛津大学基督堂学院，1927–1936年间任牛津大學青銅鼻學院的卡姆登古代史教授。